# Kenneth Ier
Kenneth Ier d'Écosse (en gaélique : Cináed mac Ailpín et gaélique écossais : Coinneach mac Ailpein, anglicisé en Kenneth MacAlpin), né vers 810 et mort le 8 février 858 à Forteviot, est considéré comme le fondateur de la monarchie écossaise. Le Duan Albanach lui attribue un règne de trente ans sur les Scots et la Chronique picte un règne de seize ans sur les Pictes.

## Origine
Dans la généalogie des rois d'Écosse, son père, Alpin, apparaît comme le fils d'Eochaid, fils d'Áed Find, un célèbre roi de Dál Riata. Les Synchronismes de Flann Mainistreach, l'incluent aussi comme Kenneth parmi les « Rois d'Écosse ». Toutefois des chercheurs modernes mettent parfois en cause sa royauté ainsi que son ascendance royale remontant à Áed Find, et l'impute aux résultats d'omissions ou d'erreurs de copistes dans plusieurs textes.

## Règne

### Roi des Scots
Kenneth apparaît lui-même pour la première fois dans les Annales des quatre maîtres compilées au XVIIe siècle. Sous l'année 835, il y est rapporté que le seigneur d'« Airgíalla », peut-être dans les Hébrides mais pas l'Airgíalla/Oriel en Irlande, « Gofraid mac Fergusa, vient en Alba, pour renforcer le Dál Riata, à la demande de Kenneth MacAlpin ».
Ce fait serait très explicable si l'événement était situé plusieurs années après 835. Mais bien que les faits dans les Annales des quatre maîtres soient antidatés d'au moins quatre ans, il ne semble pas qu'il s'agisse d'une raison liée au texte parce que cette entrée ne doit pas appartenir, comme le reste de celles de l'année, à la section de 836. Cette année-là, Eòganán, un petit-fils du frère d'Áed Find, Fergus, devient roi de Dál Riata. L'oncle d'Eòganán Constantin et ensuite son père Oengus ont récemment gouverné ou peut-être seulement contrôlé le Dál Riata depuis une vingtaine d'années ainsi que les Pictes.Eòganán ou Uven apparaît à son tour dans les listes royales des deux royaumes.
En 839, Eòganán, son frère Bran, et Áed mac Boanta ainsi que « de nombreux autres » sont tués dans une bataille désastreuse contre les « païens », probablement des Danois. Dans le royaume picte, il est suivi par un certain Uurad qui règne pendant trois ans. Le royaume de Dál Riata semble dans ce contexte n'avoir été entre les mains d'Alpin, le père de Kenneth, que pour une seule année 839/840. Il est ensuite indiqué qu'il est tué par les Pictes comme le note la très postérieure « Chronique de Huntingdon », laquelle est en la matière une autorité contestable. L'année 834 qui est avancée pour la mort de MacAlpin est interférée d'une liste royale fautive et n'a aucune autorité.

### Roi des Pictes
La source la plus importante sur Kenneth est la Chronique des Rois d'Alba, un récit règne par règne qui s'étend de Kenneth à la fin du Xe siècle. Selon cette Chronique Kenneth tient le Dál Riata, pendant « quatre ans » avant de « venir en Pictavia ». Puis ayant « détruit les Pictes », il règne sur la Pictavia pendant seize ans soit de 842 à 858 en prenant en compte la date de sa mort relevée par les Chroniques d'Irlande.
La liste royale montre que l'année où Kenneth « vient en Pictavia » le roi des Pictes Uurad cesse de régner, et qu'un fils d'Uurad; Bred, lui succède et meurt probablement la même année. Trois rois pictes suivants sont nommés par un groupe de Listes royales pictes, dont les règnent totalisent six ans de 842 à 848. Le dernier d'entre eux, Drust X, est « tué à Forteviot », ou selon d'autres à « Scone ». Ce fait se réfère à l'histoire connue en Irlande et en Écosse au XIIe siècle comme la traîtrise de Scone, dans laquelle les nobles pictes invités par les Scots à un conseil ou une fête sont traitreusement tués. Quelle que soit la part de vérité qu'il y ait peut-être dans ce récit, son origine est aussi ancienne qu'Hérodote et il est supposé que la mort de Drust termine une période de six années d'opposition des Pictes à Kenneth. La tradition suivante décrit Kenneth MacAlpin comme le premier à régner sur les Pictes et les Scots, elle consiste à simplifier grandement le développement d'une situation qui s'étend sur au moins un demi-siècle.
Le principal acquis politique de Kenneth Ier semble en fait d'avoir établi une nouvelle dynastie qui étend sa souveraineté sur l'ensemble de l'Écosse, et par le fait que les Scots dominent désormais le pays des Pictes dont la langue et les institutions disparaissent rapidement.

### Poussée vers le Lothian
Selon la « Chronique des Rois d'Alba » qui fait suite à celles des Pictes, une fois devenu roi, Kenneth Ier envahit six fois la « Saxonia » c'est-à-dire le Lothian, il brûle Dunbar et s'empare de Melrose. Il doit toutefois faire face aux Bretons du royaume de Strathclyde que les Chroniques d'Irlande n'avaient pas évoqué depuis plus d'un siècle mais qui brûlent Dunblane. La Chronique note également que sous son règne « Pictavia » est dévastée par les Danari (c'est-à-dire les Vikings « danois ») de Clunie à Dunkeld.

### Relations avec l'église
Après le massacre en 825 de la communauté d'Iona et le martyr de Blathmac entre les mains des vikings, l'abbaye était quasi abandonnée. Selon la Chronique des Rois d'Alba vers 849 Kenneth transfère les reliques de Colomba d'Iona vers l'église qu'il a fait édifier pour cela à Dunkeld sur le fleuve Tay dans l'actuel Perthshire. La même année les Chroniques d'Irlande notent que Innrechtach ua Finsnechtai (mort en 854), l'abbé d'Iona, vient se réfugier en Irlande et s'établit à Kells édifiée entre 807/814 avec les reliques de « Colum Cille ». Il s'agit donc d'un véritable partage de l'héritage de Colomba avec la création d'une église pour les Pictes du sud. Seize ans plus tard en 865 les Annales d'Ulster relèvent d'ailleurs la mort de Tuathal mac Artgus, au nom typiquement gaélique, qu'elles qualifient de « primespscop » de Fortriú et d'abbé de Dunkeld.

## Mort et postérité
Kenneth serait mort d'une tumeur, à Forteviot, « avant les ides de février le 3e jour de la semaine », soit probablement le mardi 8 février 858, Kenneth Ier, désigné dans son obituaire comme rex Pictorum est réputé par les Listes royales, comme ses successeurs jusqu'au XIe siècle, avoir été inhumé dans l'île de Iona. Son frère Donald Ier, lui succède selon la règle de la tanistrie. Kenneth Ier laisse toutefois deux fils qui accéderont au trône après 862 et deux filles : 
- Constantin ;
- Áed ;
- une fille anonyme qui épouse  Run, roi de Strathclyde dont Eochaid ;
- Máel Muire (morte en 913) qui épouse successivement deux Ard ri Erenn des Uí Néill du Nord et du Sud[14] :
  - Áed Findliath du Cenél nEógain dont Niall Glúndub, ancêtre de la dynastie des O'Neill,
  - Flann Sinna du Clan Cholmáin dont Ligach épouse de Máel Mithig mac Flannacán roi de Brega et mère de l'Ard ri Congalach Cnogba.

### Sources primaires
- Chronique Picte
- Chronique des Rois d'Alba